# Barrmaelia
Barrmaelia es un género de hongos en la familia Xylariaceae. Su nombre hace referencia a la micóloga Margaret E. Barr.